# Neil Jenkins
Neil Roger Jenkins (Church Valley, 8 luglio 1971) è un ex giocatore e allenatore di rugby a 15 internazionale per il Galles; mediano d'apertura, legò quasi tutta la sua carriera di club al Pontypridd e oltre a rappresentare il Galles disputò anche due tour nei British Lions.
Fino al 2008 fu detentore del record internazionale di punti marcati in test match, poi superato dall'inglese Jonny Wilkinson: al 2013 è terzo in tale classifica, benché tuttora miglior marcatore della Nazionale gallese, del cui staff tecnico fa parte dal 2004, anno del suo ritiro.

## Biografia
Nativo di Church Valley, nel circondario di Rhondda, figlio di un commerciante di rottami scomparso nel 2012, Jenkins iniziò a giocare a rugby nel club del villaggio, il Llantwit Fardre, prima di entrare nel Pontypridd, club con cui esordì in campionato nel 1990.
Già meno di un anno dopo l'esordio in prima squadra debuttò in Nazionale gallese durante il Cinque Nazioni 1991, una sconfitta contro l'Inghilterra a Cardiff che tuttavia vide a tabellino i primi tre punti di Jenkins.
Non fu convocato per la Coppa del Mondo di rugby 1991, ma già dal Cinque Nazioni successivo fu impiegato in pianta stabile in Nazionale, tanto da collezionare presenze in 11 edizioni consecutive del Torneo, fino al 2001, vincendo l'edizione del 1994.
Fu apertura titolare del Galles alla Coppa del Mondo di rugby 1995 in Sudafrica, ma il picco della sua carriera avvenne due anni più tardi ancora in tale Paese durante il vittorioso tour dei British and Irish Lions: schierato titolare in tutti e tre i test match contro gli Springbok realizzò 41 punti sui 59 realizzati dai Lions, dando un contributo decisivo alla vittoria nei due incontri iniziali.
Ancora, fu titolare alla Coppa del Mondo di rugby 1999 nel Regno Unito, durante la quale batté il record di punti internazionali, precedentemente detenuto da Michael Lynagh: fu durante l'incontro con Samoa, nel corso del quale Jenkins totalizzò la sua 72ª presenza per il Galles (record nazionale) e superò il primato precedente di 911 punti marcati in test match ; per tale performance a fine anno fu insignito dell'onorificenza di membro dell'Ordine dell'Impero Britannico.
Nel 2001 prese parte al suo ultimo tour dei British Lions, in Australia, con una sola presenza nei test match.
Fu apertura titolare del Galles alla Coppa del Mondo di rugby 1995 in Sudafrica, ma il picco della sua carriera avvenne due anni più tardi ancora in tale Paese durante il vittorioso tour dei British and Irish Lions: schierato titolare in tutti e tre i test match contro gli Springbok realizzò 41 punti sui 59 realizzati dai Lions, dando un contributo decisivo alla vittoria nei due incontri iniziali.
Le sue ultime presenze con il Galles risalgono al 2002, poi nel maggio 2003 annunciò il suo ritiro internazionale con un record di 1 090 punti (1 049 per il Galles e 41 per i British Lions), primato che resisté per ulteriori cinque anni fino a quando l'inglese Jonny Wilkinson lo superò nel marzo 2008.
Jenkins si ritirò definitivamente al termine della stagione 2003-04 di Celtic League, trascorsa nella effimera franchise dei Celtic Warriors che durarono una sola stagione.
Dopo il ritiro divenne allenatore ai calci della Nazionale gallese, incarico tuttora ricoperto, e nel 2009 fu chiamato a ricoprire analogo compito nella selezione dei British Lions; nel 2013, pur mantenendo lo stesso ruolo, fu nominato assistente allenatore dal C.T. della selezione Warren Gatland in occasione del tour in Australia, che i Lions vinsero per 2 incontri a 1.

## Palmarès
- Welsh Premier Division: 1
Pontypridd: 1996-1997
Cardiff: 1999-2000
- WRU Challenge Cup: 1
Pontypridd: 1995-1996